# Орден Святой Розы и цивилизации
Орден Святой Розы и цивилизации (исп. Orden de Santa Rosa y de la civilización) — высшая государственная награда Республики Гондурас.

## История
Орден был учреждён 21 февраля 1868 года конституционным президентом Гондураса Хосе Марией Медина для вознаграждения за гражданские, религиозные, либо военные заслуги. 
Учитывая, что орден был учреждён в смутное для государства время – время гражданских войн между центрально-американскими странами, ранее входившими в единую федерацию, и использовался президентом Мединой для привлечения сторонников, 8 августа 1872 года президентом Карлосом Селео Ариасом Лопесом, сместившим президента Медину в ходе переворота, было принято решения орден закрыть.
Орден был восстановлен в прежнем положении в 1901 году.

## Степени
Орден имеет 5 классов:
- Кавалер Большого креста
- Великий офицер
- Командор
- Офицер
- Кавалер

## Описание

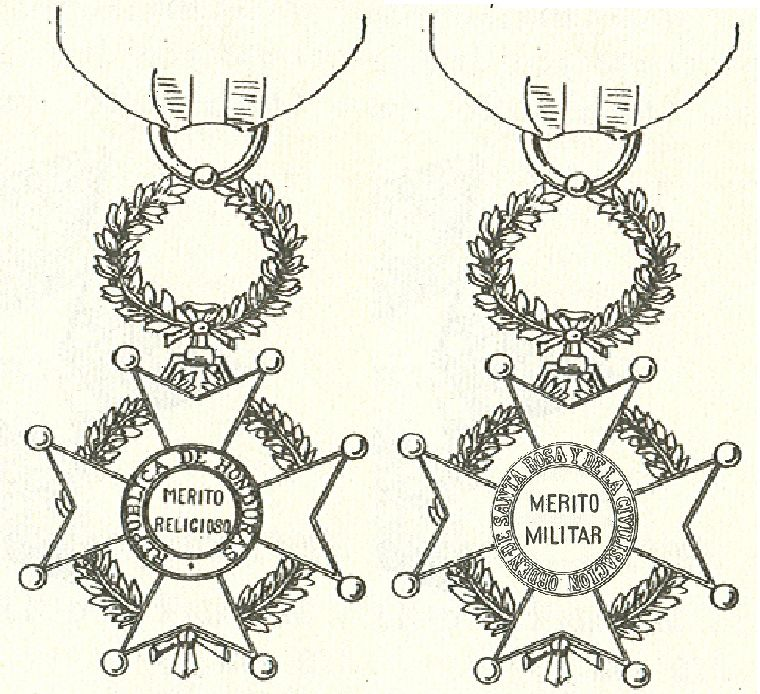
Реверсы знака для категорий за религиозные и военные заслуги

Знак ордена — золотой мальтийский крест белой эмали с шариками на концах и круглым медальоном в центре, наложенный на лавровый венок из двух ветвей зелёной эмали, перевязанный золотой лентой внизу. Круглый медальон с каймой зелёной эмали несёт в себе изображение между двух государственных флагов в цветных эмалях плодородные земли, над которыми центральный элемент государственного герба — на фоне золотой пирамиды гора между двумя башнями. На кайме надпись золотыми буквами: «ORDEN DE SANTA ROSA Y DE LA CIVILIZACION». Знак при помощи переходного звена в виде лаврового венка крепится к орденской ленте.
Реверс знака подобен аверсу за исключением центрального медальона: в центре на матированной поверхности надпись в две строки «MERITO CIVIL» для награждённых за гражданские заслуги, либо «MERITO MILITAR», «MERITO RELICIOSO» для награждённых за военные, либо религиозные заслуги. На кайме надпись золотыми буквами: «REPUBLICA DE HONDURAS».
Звезда ордена серебряная восьмиконечная, лучи которой покрыты бриллиантовыми гранями. На звезду наложено изображение знака ордена без переходного звена.
 Лента ордена красного цвета с голубой, белой и голубой полосками по центру.